# Слонова, Надежда Ивановна
Наде́жда Ива́новна Сло́нова (в детстве Надежда Николаевна Козлянинова 20 июля [2 августа] 1906 — 22 марта 2002) — советская актриса, театральный педагог, театровед. Дочь актёра И. А. Слонова. Актриса Московского театра Сатиры в 1935—1959 годах. Народная артистка РСФСР (1956).

## Биография
Надежда Ивановна Слонова родилась 20 июля (2 августа) 1906 года  в семье Ивана Артемьевича Слонова и Евгении Николаевны Козляниновой.
Родители служили в Драматическом театре Комиссаржевской в Петербурге. Приход в 1906 году в театр Мейерхольда расколол труппу и молодые актёры приняли решение уйти. Иван Артемьевич подписал контракт на зимний сезон 1906/07 года в Омск и семья с маленькой дочерью уехала.
В 1907 году Надежда осиротела, жизнь её матери, Евгении Николаевны, трагически оборвалась. Бабушка и дед по материнской линии увезли полугодовалую внучку от отца и назвали своей дочерью — Надеждой Николаевной Козляниновой.
Дебют актрисы состоялся в 1910 году. На сцене летнего театра городского сада Оренбурга четырёхлетняя Надя Козлянинова сыграла роль мальчика Пети в пьесе И. Чернышева «Испорченная жизнь». Спектакль давала драматическая труппа антрепренёра М. Н. Строителева, где дедушка дебютантки Николай Александрович Козлянинов служил суфлёром, а бабушка Зинаида Васильевна — актрисой.
До переезда в 1912 году в Москву «малолетняя артистка Надя Козлянинова», как её называли в афишах того времени, сыграла на театральных сценах многих городов Центральной России и Крыма.
В 1913 году Ф. А. Корш пригласил юную актрису на роль Генриха в пьесе Якова Гордина «За океаном». После чего она была зачислена в труппу и с 1913 по 1917 год играла в театре Корша детские роли. В эти же годы снимается в немом кино.
В 1917 году оставила театр и поступила учиться в Московскую школу им. А. Н. Радищева. Опытно-показательная школа второй ступени, с интернатом, располагалась в здании бывшего Елизаветинского института для благородных девиц. Учащиеся школы были поклонниками Камерного театра — артисты этого театра преподавали там сценическое искусство. Периодически читал лекции основатель театра А. Я. Таиров, а его супруга актриса Алиса Коонен учила импровизации.
О своих настоящих родителях Надя Козлянинова узнала в четырнадцать лет. После смерти деда написала И. А. Слонову письмо. Получила приглашение и побывала в Саратове — познакомилась с отцом и его второй женой.
Осенью 1921 года поступила в московскую студию им. Грибоедова под руководством В. В. Лужского, где обучалась актёрскому мастерству. В том же году покинула студию и вступила в труппу Введенского народного дома в Москве, главным режиссёром которого был Н. А. Попов.
В 1923—1935-х гг. работала в театрах провинции: Тула, Архангельск, Оренбург, Ростов (1926—1930), Саратов (1930—1932), Свердловск (1932—1935).
В начале 1920-х годов актриса взяла фамилию отца — Слонова, как сценический псевдоним, оставив отчество по имени деда — Николаевна. Во времена совместной работы с Иваном Артемьевичем в Саратовском театре на афишах появляется имя — Надежда Ивановна Слонова.
Первой совместной работой со Слоновым на сцене являлся спектакль «Человек с портфелем», поставленный в 1928 году режиссёром Лазаревым на гастролях ростовского драмтеатра в Ессентуках.
В 1935 году актриса уехала из Свердловского театра в Москву по приглашению Московского театра Сатиры. В этом театре она прослужила с 1935 по 1959 годы.
С 1936 года выступала в дуэте с мужем, артистом Андреем Васильевичем Петровским, на эстраде. Исполняли сатирические и комедийные пьесы-миниатюры, написанные Н. Слоновой: «Рецепт красоты», «Болельщики».
Во время Великой Отечественной войны вместе с труппой Театра Сатиры находилась в эвакуации. С октября 1941 года по 15 февраля 1942 года в Сибири — на сцене Иркутского драматического театре играли спектакли «Пигмалион» Б. Шоу, «Весенний смотр» В. Шкваркина, затем на Южном Урале — с октября 1942 года в Магнитогорске, а с 29 мая 1943 года по август 1943 года — в Челябинске. В летнем театре городского сада им. А. С. Пушкина были показаны спектакли: «Актриса», «Мелкие козыри», «Неравный брак», «Пигмалион», «Чужой ребенок» и др. Кроме этого артисты проводили концерты и творческие вечера.
В Театре Сатиры выступила как режиссёр и исполнительница заглавной роли в спектакле «Профессия миссис Уоррен» Бернарда Шоу. Премьера спектакля состоялась 19 мая 1956 года.
В 1959 году Надежда Ивановна Слонова окончила театроведческий факультет ГИТИСА и оставила сцену.
В 1963 году занялась преподавательской работой в училище циркового и эстрадного искусства. Среди её учеников артисты Геннадий Хазанов и Илья Олейников, чечёточник Владимир Кирсанов, певицы Татьяна Капош и Елена Камбурова.
Н. И. Слонова автор нескольких книг и пьес для эстрадного исполнения, а также инсценировки «Четвёртый позвонок» (комедия в 3 действиях по роману М. Ларни), поставленной Театром Сатиры в 1961 году. Рукописи, а также фотографии и переписка актрисы находятся на хранении в РГАЛИ.
Надежда Слонова скончалась в 2002 году. Похоронена в колумбарии нового Донского кладбища в Москве.

### Семья
Отец — Иван Артемьёвич Слонов (1882—1945), актёр и режиссёр.

Мать — Евгения Николаевна Козлянинова (1886—1907), актриса драматического театра Комиссаржевской. 

Мачеха — Лидия Васильевна Слонова (Лидина-Линская), актриса Саратовского драматического театра имени К. Маркса.

Дедушка — Николай Александрович Козлянинов (1860—1918), суфлёр.

Бабушка — Зинаида Васильевна Козлянинова (1865—1915), актриса.

Супруг — Андрей Васильевич Петровский (1897—1984), актёр, с  1934 Свердловский театр драмы, с 1939 в Москве: Московский театр эстрады и миниатюр, Московский театр сатиры, преподаватель училища циркового и эстрадного искусства.

### Современники о Н. Слоновой
Эммануил Краснянский, режиссёр Московского театра Сатиры в 1944—1960 годах:

Особый интерес в творчестве Надежды Ивановны представляет процесс её работы над ролью. Она отвергает все «приблизительное», касается ли это определения спектакля, сценических задач, приспособлений, и требует от себя, от режиссёра, партнёров ясности, конкретности, точности.— Краснянский Э. Б. Встречи в пути. Страницы воспоминаний: театр, эстрада, цирк. — М. : ВТО, 1967. — С. 354
Вера Васильева, актриса Московского театра Сатиры с 1948 года:

Сурмилову в «Льве Гурыче» играла Надежда Ивановна Слонова — редкий мастер, виртуозная артистка, женщина умная, независимая, ироничная. Она редко кого хвалила, но всегда была правдива в оценках, и потому я особенно дорожила её мнением. Впоследствии я прочитала её умную книгу, сколько там было горечи — целые главы, посвящённые несыгранным ролям, о которых она так подробно и талантливо написала. Как же много неосуществлённых мечтаний, боли несбывшихся надежд таилось за её спокойной иронией!— Васильева В. К. Продолжение души: монологи актрисы / В. К. Васильева. — М.: «Белые альвы», 2000. — с. 244.
Георгий Менглет, актёр Московского театра Сатиры в 1945—2001 годах:

Присутствие её на репетиции вызывало чувство надежности, на сцене она чрезвычайно располагала к себе. У неё были необыкновенно выразительные глаза. С первого момента на сцене она приковывала к себе внимание зрительного зала.<…> она была актрисой изумительной достоверности, очень интересной, яркой, но — человеком с нелёгким характером: могла быть и колкой, и нетерпимой, и резкой.— Георгий Менглет. Амплуа — первый любовник / Под ред. М. Волиной. — М.: Центрполиграф, 2001. — 368 С. — ISBN 5-227-00275-4
Геннадий Хазанов, ученик Н. Слоновой в ГУЦЭИ в 1965—1969 годах, артист:

Она была таким строгим преподавателем, при том, что она была очень сердечным человеком, с очень таким крутым нравом, и характер у неё был, она была Лев по гороскопу, и она была Огненная Лошадь по восточному календарю. Она много очень сделала с точки зрения формирования меня как человека, не только по профессии, а вот прежде все объяснив, что любая, даже самая удачная профессиональная жизнь не дает никаких прав ощущать себя небожителем.— Радио «МАЯК». Геннадий Хазанов в гостях у Аллы Довлатовой и Дмитрия Глуховского

## Роли в театре

### Начало карьеры
Летний театр, драматическая труппа М. Н. Строителева (Оренбург)
- 1910 — «Испорченная жизнь» И. Чернышева — Петя

Театр Корша (Москва)
- 1913 — «За океаном» Я. Гордина — Генрих
- 1914 — «Когда заговорит сердце» Франсиса де Круассе — Бобби[13]
- 1915 — «Анна Каренина» по роману Л. Толстого (пост. В. К. Татищева) — Серёжа[13]
- 1916 — «В эти дни» — Петя

Театр «Эрмитаж» Щукина, фарсовая группа Р. З. Чинарова (Москва)
- 1915 — «Шуркина правда» А. Саксаганской — Шурка[14]

Введенский народный дом, труппа Н. А. Попова (Москва)
- 1923 — «Девичий переполох» В. Крылова и П. Полевого— Настасья

### Провинциальные театры
- 1926 — «Ревизор» Н. Гоголя (пост. Н. Васильева, Кременчуг) — Марья Антоновна
- «Василиса Мелентьева» А. Островского (пост. Л. Лазарева) — Анна Васильчикова
- «Гоп-ля, мы живем!» Э. Толлера (пост. Л. Лазарева) — Лотта
- «Доходное место» А. Островского — Полина
- «Медвежья свадьба» А. Луначарского — Юлия

Городской драматический театр им. А. В. Луначарского (Ростов)
- 1926 — «Конец Криворыльска» Б. Ромашова (пост. Л. Лазарева) — Кишкина
- 1926 — «Чудеса в решете» А. Толстого (пост. Л. Лазарева) — Люба
- 1927 — «Константин Терёхин» (Ржавчина) В. Киршона в соавт. с А. В. Успенским (пост. Л. Лазарева) — Маня
- 1927 — «Ревизор» Н. Гоголя (пост. Л. Лазарева) — Марья Антоновна
- 1928 — «Человек с портфелем» А. Файко (пост. Л. Лазарева, гастроли театра в Ессентуках) — Гога
- 1930 — «Чудак» А. Афиногенова (пост. Тригорина) — Юлия[15]
- 1930 — «Ярость» Е. Яновского — Андрейка[15]

Саратовский театр им. Карла Маркса
- 1930 — «Светите, звёзды!» И. Микитенко (пост. Л. Лазарева) — Котя
- 1930 — «Человек с портфелем» А. Файко (пост. Н. Синельникова, гастроли театра в Харькове) — Гога
- Сезон 1931/32 гг. — «Страх» А. Афиногенова — Наташа

Свердловский драматический театр
- 1932 — «Безумный день» П. Бомарше (пост. В. К. Татищева) — Сюзанна
- 1932 — «Любовь Яровая» К. Тренёва (пост. И. Ефремова) — Панова
- 1933 — «Горе от ума» А. Грибоедова (пост. В. К. Татищева) — Лиза
- 1934 — «Хозяйка гостиницы» К. Гольдони (пост. И. Ефремова) — Мирандолина

### Театр Сатиры
- «Чужой ребёнок» В. Шкваркина (пост. Н. Горчакова и Р. Корфа) — Маня[16]
- 1937 — «Весенний смотр» В. Шкваркина (пост. В. Топоркова и Н. Горчакова, спектакль по первому варианту пьесы шёл на гастролях. Ознакомившись со второй редакцией пьесы Слонова от роли отказалась.) — Самозванцева[16]
- 1937 — «Простая девушка» В. Шкваркина (пост. В. Станицына) — Ира[17]
- 1938 — «Пигмалион» Б. Шоу (Л. Крицберга) — Элиза
- 1939 — «Слуга двух господ» К. Гольдони (пост. А. Лобанова) — Клариче
- 1939 — «Чёртов мост» А. Толстого (пост. Л. Крицберга и В. Станицына, премьера 9 марта) — Королева
- 1941 — «Джентльмен» А. Сумбатова-Южина (пост. Н. Горчакова) — Кэт[18]
- 1942 — «Надежда Дурова» А. Кочеткова и К. Липскерова (пост. Э. Краснянского) — Надежда Дурова
- 1944 — «Чрезвычайный закон» братьев Тур, Л. Шейнина (пост. Л. Волкова и Л. Аграновича) — Нина Валентиновна
- 1946 — «День отдыха» В. Катаева (пост. Н. Горчакова, реж. Т. Василенко) — Дудкина[19]
- 1946 — «Пенелопа» С. Моэма (пост. Э. Краснянского) — Пенелопа
- 1948 — «Лев Гурыч Синичкин» А. Бонди по Д. Ленскому (пост. Э. Краснянского) — Сурмилова
- 1950 — «Лондонские трущобы» Б. Шоу (пост. Э. Краснянского) — Бланш
- 1951 — «Господин Дюруа» И. Прута и А. Штейнберга по роману Мопассана «Милый друг» (пост. Э. Краснянского) — Госпожа Вальтер
- 1953 — «Баня» В. Маяковского (пост. В. Плучека, С. Юткевича и Н. Петрова, премьера 5 декабря) — Мезальянсова[20]
- 1955 — «Клоп» В. Маяковского (пост. В. Плучека и С. Юткевича, премьера 15 мая) — Зоя Берёзкина[20]
- 1956 — «Профессия миссис Уоррен» Б. Шоу (пост. Н. Слоновой, премьера 19 мая) — миссис Уоррен
- 1957 — «Мистерия-Буфф» В. Маяковского (пост. В. Плучека) — Дама-истерика
- 1958 — «На всякого мудреца довольно простоты» А. Островского (пост. А. Лобанова, премьера 23 апреля) — Мамаева[21]

## Роли в немом кино
- 1914 — «Гнев Диониса» экранизация одноимённого романа Е. Нагродской (реж. Я. Протазанов) — девочка[5]
- 1914 — «Дитя большого города» (Девушка с улицы) (реж. Е. Бауэр) — Манька, героиня в детстве[22]

## Режиссёрские работы
- 1956 — «Профессия миссис Уоррен» Б. Шоу — премьера 19 мая (пост. Н. Слоновой, худ. Е. Гранат, Московский театр сатиры). В ролях: Надежда Слонова — миссис Уоррен, Борис Тенин — Джордж Крофтс, Вера Васильева — Виви[23].

### Пьесы
- 1949 — «Золотой век» (пьеса в 4 действиях, автор Н. Козлянинова-Слонова совм. с А. Лейбманом)[24]
- 1950-е годы — «Как они расходились» (пьеса в 1 действии)
- 1950 — «Таланты» (сценарий музкомедии в 3 действиях)
- 1953 — «Первый концерт» (пьеса в 4 действиях)
- 1960 — «Четвёртый позвонок» (комедия в 3 действиях) — инсценировка Н. Слоновой одноимённого романа М. Ларни. Премьера 17 марта 1961 года (пост. Д. Тункеля, Московский театр Сатиры)[23]
- 1970-е годы — «Горе от ума» (режиссёрская экспликация)

### Мемуары и монографии
- Слонова Н. И. Жизнь, отданная сцене // Литературный Саратов: Альманах Сарат. отделения Союза сов. писателей. — Саратов, 1949. — Кн. 10. — С. 175—208.
- Слонова Н. И. Иван Артемьевич Слонов. Записки о жизни и творчестве (1882—1945) — М.: ВТО, 1950. — 179 с.
- Слонова Н. И. Н. Н. Синельников — М.: Искусство, 1956. — (Мастера театра) — 116 с.
- Слонова Н. И. Актёр работает с режиссёром // Режиссёрское искусство сегодня: Сборник статей / Сост. З. В. Владимирова. — М.: Искусство, 1962.
- Слонова Н. И. Новые герои // Статьи и речи о драматургии, театре и кино. Пьесы В. М. Киршона на сцене. Воспоминания о В. М. Киршоне. — М.: 1962. — С. 239—247.
- Слонова Н. И. Честь актёрская: И. А. Слонов на сцене и в жизни — М.: Искусство, 1966. — 236 с.
- Слонова Н. И. Жизнь на сцене — М.: Искусство, 1971. — 392 с.
- Слонова Н. И. Это было на Урале // Урал, 1971. — № 7. — С. 145—157.
- Слонова Н. И. Лешковская — М.: Искусство, 1979. — (Театр. Имена) — 272 с.
- Слонова Н. И. Воспоминания об А. М. Лобанове // Андрей Михайлович Лобанов: Документы, статьи, воспоминания / Сост., вступит. ст. и примеч. Г. Г. Зориной. — М.: Искусство, 1980.
- Слонова Н. И. Геннадий Хазанов — М.: Искусство, 1988. — 207 с. — ISBN 5-210-00057-5

## Награды и звания
- 1943 — Заслуженный артист РСФСР[25]
- 1956 — Народный артист РСФСР[26]